# سبدنشین بال‌کوتاه
سبدنشین بال‌کوتاه (نام علمی: Cisticola brachypterus) نام یک گونه از سرده سبدنشین است.